# Ägiljett

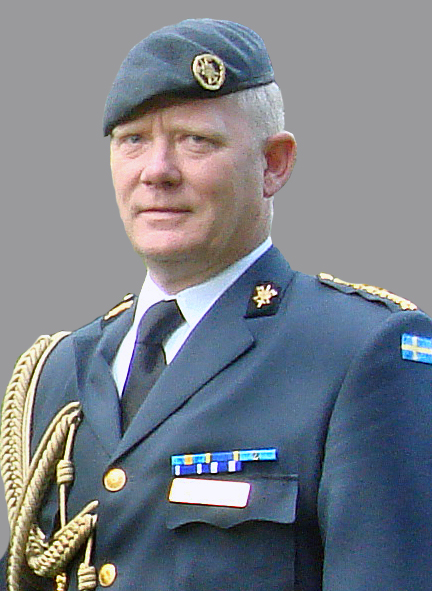
Stor ägiljett m/1816, svenska Försvarsmakten.

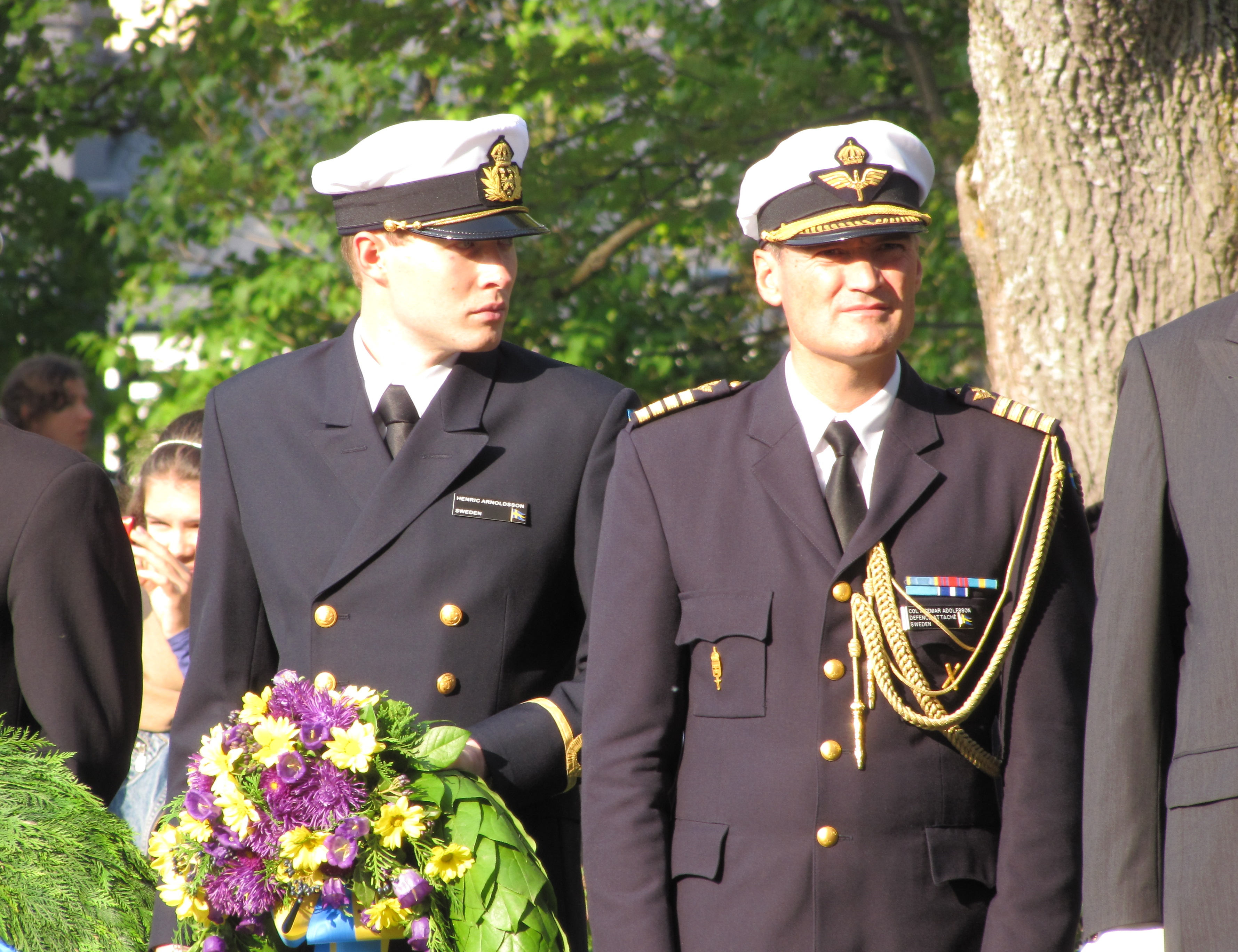
Ägiljett m/55 för försvarsattachéer, svenska försvarsmakten.

Livréfrack kammarpage, 1850-1900.

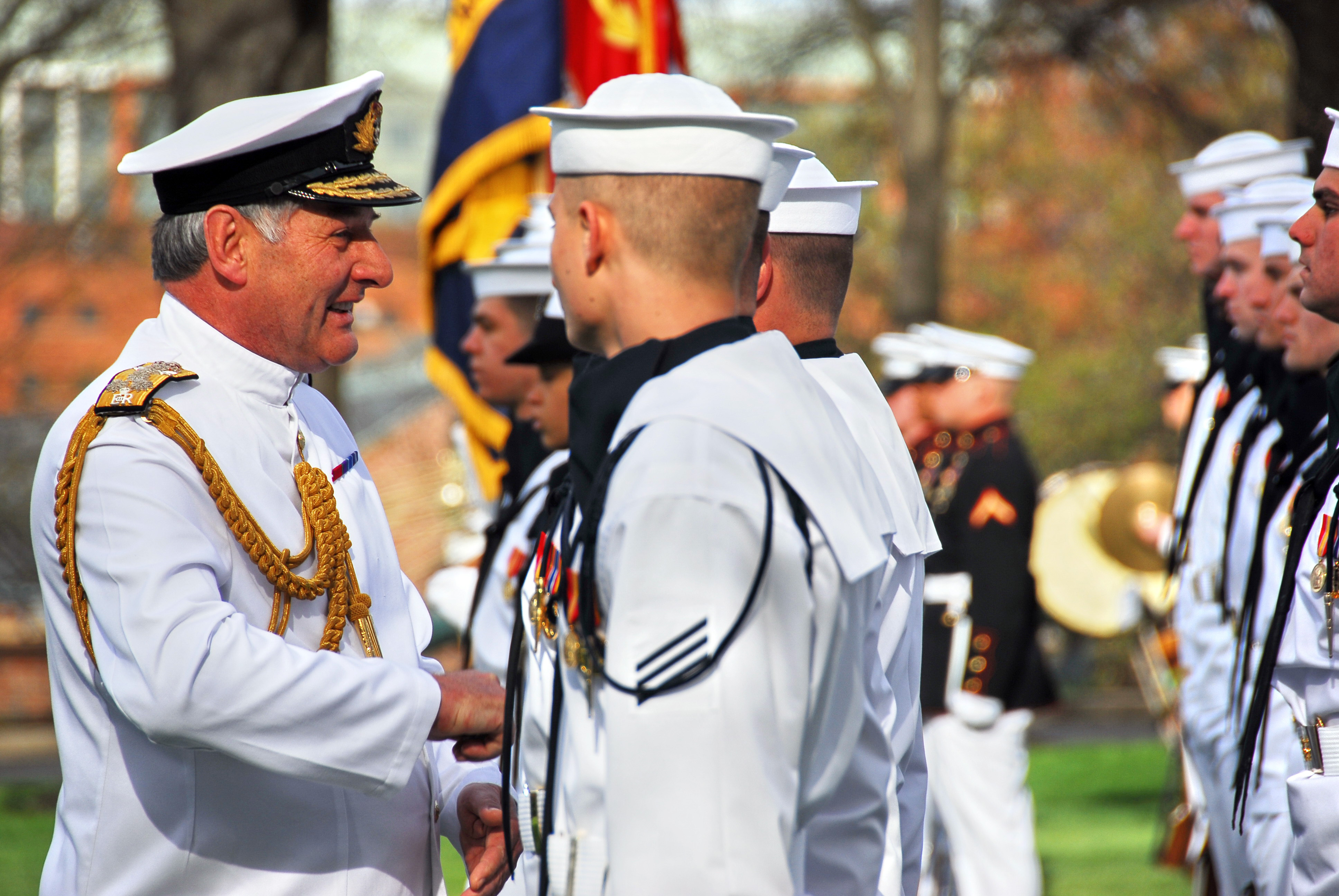
Till vänster: Brittisk amiral med kunglig ägiljett. Till höger: Amerikansk sjöman med snodd som paradtillbehör.

Ägiljett, (en., fr., no. aiguillette; ty. Achselschnur, Fangschnur) är en uniformsdekoration av flätat gulddragararbete eller garn med en metallspets i ändarna, som bärs över ena axeln och under motsvarande arm för att med ändarna fästas på bröstet. Från ägiljetter brukar man skilja snoddar av olika slag vilka liknar ägiljetter men är utförda i enklare material och ofta i klara färger. Gränser är svåra att dra och dras olika i olika länder.

## Funktion
Ägiljetter används oftast som tjänstetecken för adjutanter till högre civila och militära befattningshavare (till exempel statschef, regeringschef, försvarsminister eller försvarschef), liksom för försvarsattachéer (samt armé-, marin- och flygattachéer). En ägiljett som bärs av en adjutant till ett lands statschef bärs vanligen på höger axel.
Ägiljetter, ibland benämnda som snoddar, bärs ibland även för att beteckna elittrupper, hedersvakt eller enbart som en rent dekorativ uniformsdetalj.

## I olika länder

### Sverige
Ägiljetten infördes i Sverige i början av 1800-talet. Den bars då som tecken för adjutanter i högre tjänst. Överadjutanternas och stabsadjutanternas ägiljett tillkom 1816.
I den svenska försvarsmakten bärs följande ägiljetter.
- Stor ägiljett m/1816 bärs på höger axel av officer tillhörande H.M. Konungens stab eller framliden kunglig persons f.d. stab, av adjutant till kunglig person samt av utnämnd överste och kommendör i Försvarsmakten. Ägiljetten får även bäras av officer utom generalspersoner som tillhört Försvarsmaktens chefsgrupp, Försvarsmaktens chefsutvecklingsprogram samt av f.d. generalstabsofficerare.

- Liten ägiljett m/1889 bärs på höger axel av vakthavande adjutant hos H.M. Konungen och hos kunglig person till daglig dräkt, samt till samtliga stålgrå och mörkblå uniformsdräkter av adjutant till statsråd, överbefälhavaren och övriga generalspersoner och flaggmän.

- Ägiljett m/55 bärs på vänster axel av försvarsattaché och biträdande försvarsattaché till daglig dräkt, parad- och sällskapsuniformer i det land (de länder) där vederbörande är ackrediterad samt under tjänsteutövning i Sverige i samband med utländskt besök.

Som ägiljetter räknas i svenska Försvarsmakten inte Marinens adjutantsnoddar eller Flygvapnets dagbefälssnoddar.

### Tyskland
I Bundeswehr bärs ägiljetter och snoddar av:
- Ackrediterade militärattachéer
- Officerare vid ceremoniell tjänstgöring
- Marinens förbindelseofficerare vid utländska örlogsbesök
- Fanvakt
- Officerare som hedervakt, kistbärare och ordensbärare vid militärbegravningar
- Chef, musikanförare och regementstrumslagare vid stortapto
- Adjutanter (snodd)
- Dagofficerare (snodd)
- Vakthavande befäl (snodd)